# OKTAVIAN
OKTAVIAN（オクタビアン、大阪大学強力14MeV中性子工学実験装置）は、大阪大学の中性子工学実験装置である。

## 概要
1981年から運転を開始しており、運転開始当時は世界でも最高水準の施設で日本の核物性研究には不可欠となっている。1996年以降は予算が減らされ、2000年以降は予算がつかず、優れた設備であるにも拘らず、利用は限定的になっている。国内には類似の装置は限られており今後の研究への影響が危惧される。

## 構造
コッククロフト・ワルトン型加速装置で加速して中性子を照射する。

## 仕様諸元
出典
- 加速装置:コッククロフト・ワルトン型
- 高圧電源:20kHz高周波コッククロフト
- イオン源:デュオプラズマトロン